# ションペン人

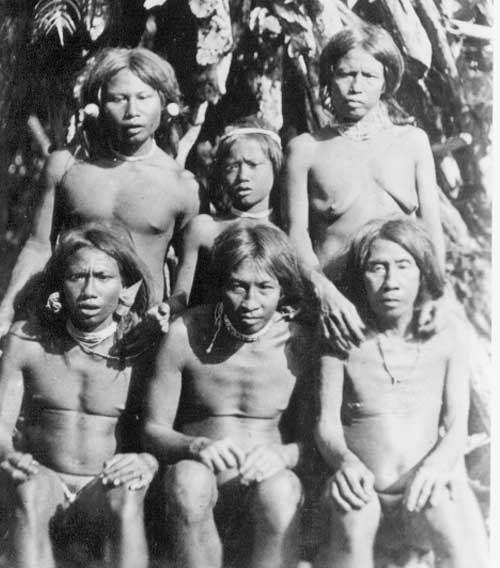
ションペン人（1886年）

ションペン人（Shompen people）とはアンダマン・ニコバル諸島の大ニコバル島の先住民である。指定部族である。

## 言語
ションペン語は少なくとも2種ある。ほとんど詳細を知られていないが、ニコバル諸語とは同系でないと考えられ、オーストロアジア語族内の独立した言語とみられる。孤立した言語の可能性もある。

## 遺伝子
ションペン人のmtDNAはインドネシア人に近い。Y染色体はハプログループO-M95が100％であり、インド本土よりもベトナム人やニコバル人など他のオーストロアジア系民族に近い。